# カール・ラハマン
カール・コンラート・フリードリヒ・ヴィルヘルム・ラハマン（Karl Konrad Friedrich Wilhelm Lachmann, 1793年3月4日 - 1851年3月13日）は、ドイツの言語学者であり神学者である。カール・ラッハマンと表記する時もある。

## 生涯
ラハマンはライプツィヒとゲッティンゲンで主に言語学を学んだ。1811年に批評学と言語学の会と設立した。1815年にラハマンはプロイセン陸軍に志願し、パリに進軍した。1815年にはベルリンでギムナジウムの副校長になった。そして、ケーニヒスベルクのフリドリヒ・ギムナジウムの校長になった。

## 業績
本文批評の発展に貢献した。リチャード・ベントレイと共に、4世紀のギリシア語聖書に照応するようなギリシア語聖書を計画した。
1835年に「マルコの福音書」の優先性を発見した。